# Satori à Paris
Satori à Paris (titre original : Satori in Paris) est un roman court écrit par le poète et écrivain américain Jack Kerouac publié en 1966. Roman court largement autobiographique, le roman raconte la venue de Duluoz, le personnage récurrent de Kerouac, son double littéraire, à Paris, puis en Bretagne, à la recherche de ses racines familiales. 
Kerouac y raconte ses rencontres avec des Français et notamment des Bretons, à la manière de ses autres romans de voyage, comme Sur la route, y rapporte ses voyages solitaires, comme il l'a fait dans Le Vagabond solitaire. Il n'hésite pas par ailleurs à y reconnaître ses échecs, et ne fait pas mystère de son alcoolisme.

## Personnages
| Personne                                                           | Personnage         |
| ------------------------------------------------------------------ | ------------------ |
| Jack Kerouac                                                       | Jack Duluoz        |
| Stanley Twardowicz, ami de Jack, peintre et photographe de Detroit | Stanley Twardowicz |

## Sources
- 1966. Satori in Paris,  (ISBN 0-394-17437-2)
- 1988. Satori in Paris & Pic,  (ISBN 0-8021-3061-5)

## Édition bilingue
- Jack Kerouac (trad. de l'anglais par Yann Yvinec, préf. Yann Yvinec), Satori à Paris : Satori in Paris, Paris, Édition Gallimard, coll. « Folio bilingue » (1re éd. 2007), 239 p. (ISBN 978-2-07-034360-7).